# Portais Apache
O Apache Portals é um projeto cujo objetivo é produzir softwares que possibilitem a construção de portais Web em uma grande variedade de linguagens e que suportem várias plataformas. Os produtos criados pelo projeto são de código aberto e são liberados sob a licença Apache.

## Projetos

### Jetspeed-1
É uma implementação de um portal de informações corporativas baseado em Java e XML.

### Jetspeed-2
É a segunda geração de portais Apache. É uma evolução do Jetspeed-1 com várias melhorias de arquitetura e suporte à especificação Java Portlet Standard (JSR 168).

### Pluto
É uma implementação de referência da especificação JSR 168.

### Portals-bridges
É um conjunto de códigos e aplicações de demonstração para a construção de portlets em várias tecnologias, como: JSF, Struts, scripts CGI escritos em Perl, PHP e Velocity.

### WSRP4J
É uma implementação da especificação web services for remote portlets do OASIS. Esta especificação facilita a integração de conteúdo de aplicações remotas em portais web.